# Trimalaconothrus crinitus
Trimalaconothrus crinitus är en kvalsterart som först beskrevs av Berlese 1908.  Trimalaconothrus crinitus ingår i släktet Trimalaconothrus och familjen Malaconothridae. Inga underarter finns listade i Catalogue of Life.